# Малин, Ильмар Яанович
Ильмар Яанович Малин (16 января 1924 Тарту — 15 марта 1994 Таллинн) — эстонский художник, мастер живописи, графики и ассамбляжа.

## Биография
В 1943 году окончил Гимназию Хуго Треффнера. После попытки скрыться от призыва в немецкую армию бежал в Финляндию, сражался добровольцем в финской армии в 1943 году и вернулся в Эстонию в 1944 году в составе немецкой армии в составе 1-й эстонской дивизии СС. Был в заключении в Чехословакии и до 1948 года находился в заключении в советском лагере для военнопленных.
Ильмар Малин начал обучение в 1948 году в Таллинском государственном институте прикладных искусств ЭССР и окончил её 1954.

## Признание
- 1980 Ежегодная премия газеты о культуре Sirp ja Vasar («Серп и молот»)
- 1991 Ежегодная награда журнала Looming (статья «Unenäoline 1953», Looming 1990/12)
- 1993 Премия Кристьяна Рауда